# 公孫昆邪
公孙昆邪（?—?），又作公孙浑邪。西汉北地郡义渠县（今甘肃省庆阳市、泾川县一带）人。
公孙昆邪是义渠人，义渠多定居于陇西郡、北地郡、上郡。原為匈奴人，汉文帝时公孙昆邪归汉。汉景帝三年（前154年），担任将军从周亚夫攻打吴、楚，平定七国之乱，以功拜为陇西郡太守。次年四月，封平曲侯，官至典属国。汉景帝中四年（前146年）犯法失侯，免为庶人。著书十余篇，《汉书·艺文志》记载有《公孙浑邪》十五篇，属阴阳家。他的儿子（《汉书》作孙子）公孙贺。

## 現代研究
公孫昆邪是義渠後代，原為匈奴人，名稱與匈奴昆邪王相同。中華人民共和國學者林梅村認為他可能來自於昆邪王部落。